# Ricardo Pardo Zancada
Ricardo Pardo Zancada (Badajoz, 3 de agosto de 1935) es un exmilitar español que fue comandante del Ejército de Tierra de las Fuerzas Armadas de España y estuvo implicado en el golpe de Estado del 23 de febrero de 1981, por lo que fue condenado a doce años de prisión por un delito consumado de rebelión militar, e indultado en 1989.

## Biografía
En febrero de 1981 era comandante de infantería en la División Acorazada Brunete instalada en las afueras de Madrid. En la madrugada del 24 de febrero de 1981, horas después de que el teniente coronel Antonio Tejero asaltase el Congreso de los Diputados, se presentó en las afueras del mismo al mando de una compañía de policía militar y parte de otra compañía que había en el cuartel general de la División Acorazada Brunete n.º 1, con 113 hombres formada con cuatro capitanes. Redactó el conocido como manifiesto junto con varios oficiales de la Guardia Civil y que intentó publicar en el diario ultraderechista El Alcázar y que fuese emitido por La Voz de Madrid, sin éxito. En el mismo, los firmantes expresaban su deseo de ver al rey al frente de las Fuerzas Armadas y de los "destinos de España" con el apoyo del ejército. Cuando trató de ser disuadido en sus intentos de difundir el documento, declaró que solo obedecía órdenes del capitán general Jaime Milans del Bosch, que se había sublevado en la III Región Militar (zona de Valencia). Se encargó de firmar el denominado pacto del capó por parte de los sublevados, junto al teniente coronel Fuentes Gómez de Salazar por las autoridades leales, en el que se imponían las condiciones para la rendición de los golpistas. Tras salir de prisión fue director de la revista Iglesia-mundo y colaborador del semanario MC, propiedad de Mario Conde. Ha escrito dos libros sobre el golpe de Estado: 23-F: las dos caras del golpe y 23-F. La pieza que falta.
En 2006 publicó una carta en la prensa en la que señalaba:

En su día expresé mi voto negativo a una Constitución de la que estaba ausente Dios; que consagraba los términos nación y nacionalidades para las que desde hacía siglos eran regiones de España (...) Y aquí se produce la paradoja. Ahora, no me queda más remedio que estar con una Constitución que sigue sin gustarme, y ponerme tras las pancartas en su defensa. Y lo hago sin que me duelan prendas, porque mi meta no es el mantenimiento de poder alguno. Mi meta y mi fe es una España unida y en paz.